# Alicudi
Alicudi gehört mit seinen Nachbarinseln Lipari, Stromboli, Vulcano, Salina, Panarea und Filicudi zum Archipel der Liparischen Inseln, die im Tyrrhenischen Meer vor der Nordküste Siziliens liegen. Die Insel rechnet administrativ zur Gemeinde Lipari in der Metropolitanstadt Messina.

## Allgemeine Informationen

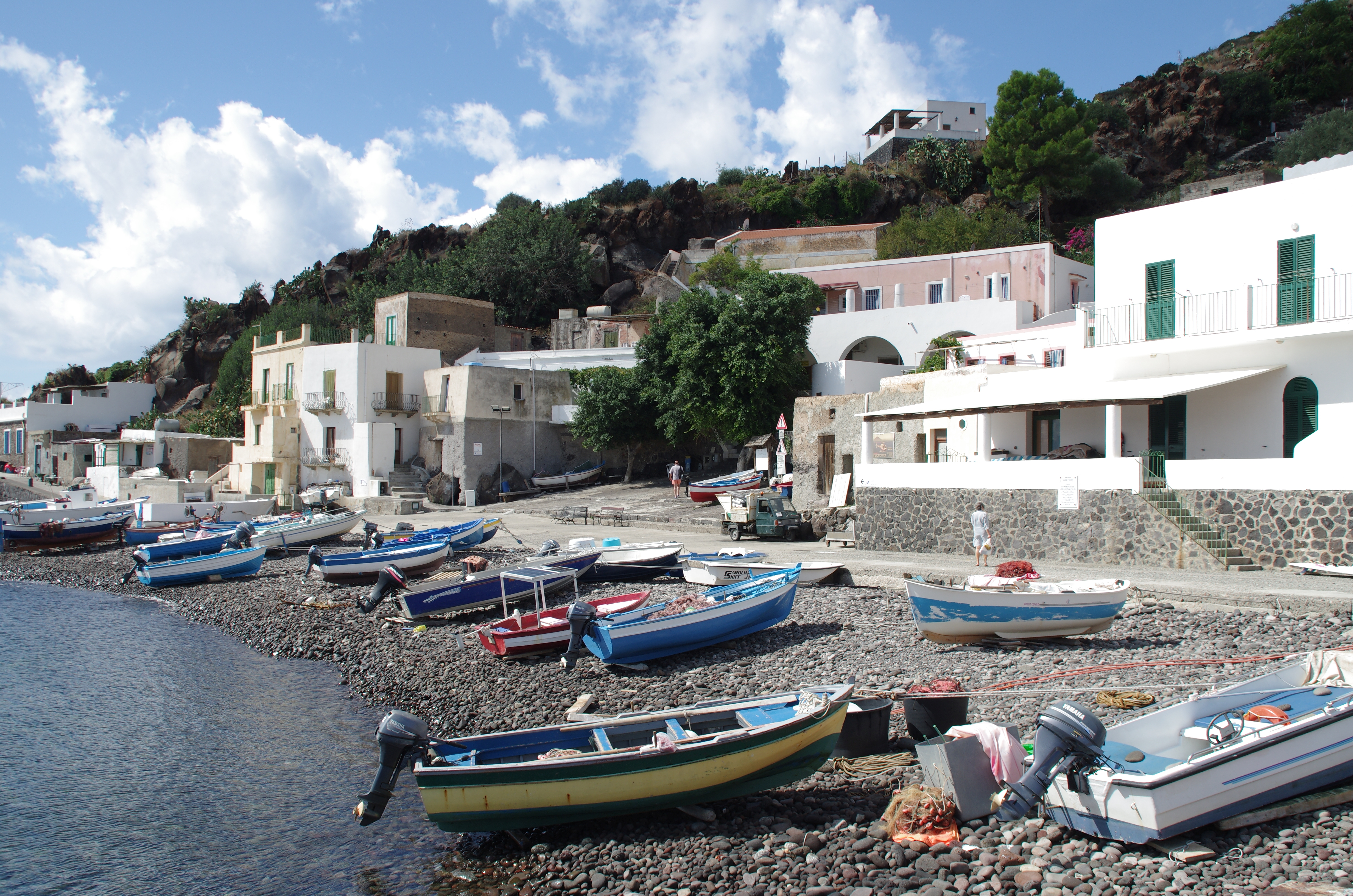
Hafen von Alicudi

In der Antike hieß die Insel wegen des hier üppig wuchernden gleichnamigen Heidekrauts Ericusa.
Sie ist die westlichste und mit 5,2 km² zweitkleinste der Liparischen Inseln. Die annähernd kreisrunde Insel besteht aus dem 675 m hohen Stratovulkan Filo dell’Arpa. Zwei Drittel der Insel sind nicht kultiviert. Der einzige Ort der Insel, Alicudi Porto, ist mit den Ansiedlungen Vallone, Tonna, Pianicello, Bazzina, San Bartolo, Montagnola und Sgurbio durch Steintreppen verbunden.
Die knapp 100 Einwohner, die von der Landwirtschaft (Anbau von Feigen, Kapern, Mandeln und Weinreben), vom Fischfang und vom Tourismus leben, konzentrieren sich auf den südöstlichen Teil der Insel.
Ein Straßennetz ist nicht vorhanden, die Häuser sind über jahrhundertealte Treppenwege miteinander verbunden. Als Transportmittel dienen Muli. Elektrizität und Anschluss an das Telefonnetz gibt es erst seit 1990. Mittlerweile ist auf der Insel ein stabiles GPRS-Signal vorhanden.
Künstler und Künstlerinnen, vorwiegend aus Italien und Deutschland, haben sich auf der Insel niedergelassen und leben hier zeitweise. Die Künstlerin Paola Pivi lebte zwei Jahre auf Alicudi und arbeitete 2007 an dem Projekt Alicudi. Der Roman Tarantella des Schriftstellers Jens-Uwe Sommerschuh basiert auf Familiengeschichten Alicudis.

## Trivia
Anfang des 19. Jahrhunderts, möglicherweise aber auch schon deutlich früher, kam es durch den Verzehr von Mutterkorn offenbar zu Halluzinationen in der Bevölkerung.
Aktuell (2024) leben auf Alicudi sechshundert wilde Ziegen. Vor mehr als zwanzig Jahren sind Ziegen aus domestizierter Haltung ausgebrochen und haben sich unkontrolliert vermehrt. Die Ziegen wurden zum Problem, da sie die Trockenmauern auf der Insel, die im Jahr 2018 von der UNESCO zum immateriellen Erbe der Menschheit erklärt wurden, zerstören und auch die Wassertanks und Gärten beschädigen. Die Kommune beschloss deshalb 2024, die Ziegen abzugeben, um weitere Schäden einzudämmen.